# Teichrohrsänger
Der Teichrohrsänger (Acrocephalus scirpaceus) ist eine Vogelart der Gattung der Rohrsänger (Acrocephalus) aus der Familie der Rohrsängerartigen (Acrocephalidae). Er war 1989 Vogel des Jahres in Deutschland.

## Beschreibung
Der Teichrohrsänger ist etwa 13 cm lang und hat eine Flügelspannweite von 17 bis 21 cm. Das Gewicht beträgt etwa 10 bis 15 Gramm. Die Oberseite ist braun, seine Unterseite gelblichweiß. Der kleine Vogel hat eine weißliche Kehle, einen spitzen Schnabel und graubraune Beine. Männchen und Weibchen haben die gleiche Färbung. Die Schlagfrequenz seiner Flügel beträgt etwa 18 Schläge pro Sekunde, die Fluggeschwindigkeit 10 Meter pro Sekunde. Ein Teichrohrsänger kann bis 12 Jahre alt werden. Sein kurzer unauffälliger Ruf klingt wie „tscharr“ und „tschirrak“. Allein dem Aussehen nach ist der Teichrohrsänger nur schwer vom Sumpfrohrsänger zu unterscheiden.

## Verbreitung und Lebensraum

Verbreitung des Teichrohrsängers:
Brutgebiete
Ganzjähriges Vorkommen
Migration
Überwinterungsgebiete

Der Teichrohrsänger ist ein Brutvogel der West- und Zentralpaläarktis. Ein weiteres, zum Teil sehr stark aufgesplittertes Teilareal findet sich in Vorder-, Mittel- und Zentralasien. Die Verbreitung reicht hier vom Nordosten Kasachstans bis in den Nordwesten der Mongolei. In Mitteleuropa ist der Langstreckenzieher von April bis Oktober anwesend. Sein Winterquartier hat er südlich der Sahara in Afrika. Abreisezeit und Zugrichtung sind ihm angeboren. Um die rund 6000 Kilometer gut zu überstehen, legt der Nachtzieher Fettreserven an. Der Teichrohrsänger lebt im dichten Schilf und Ufergebüsch von Seen, Teichen, Mooren und Flüssen.

## Ernährung

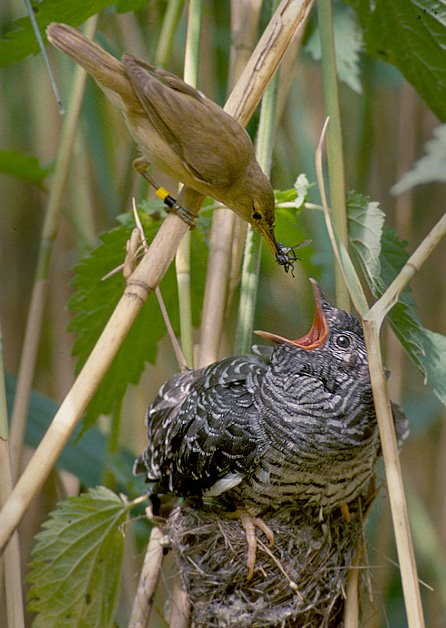
Teichrohrsänger, der einen Kuckuckjungvogel füttert

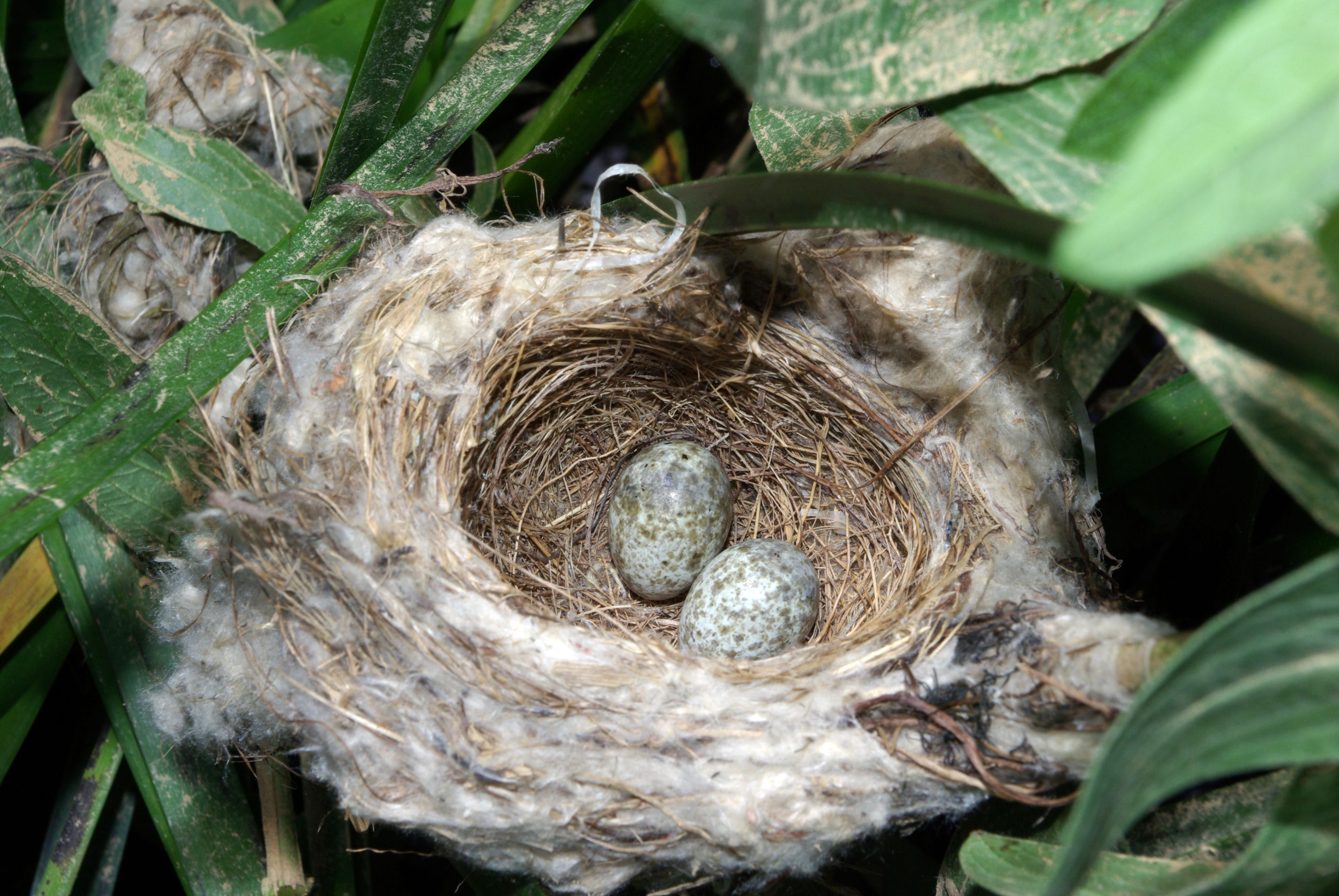
Nest mit Eiern

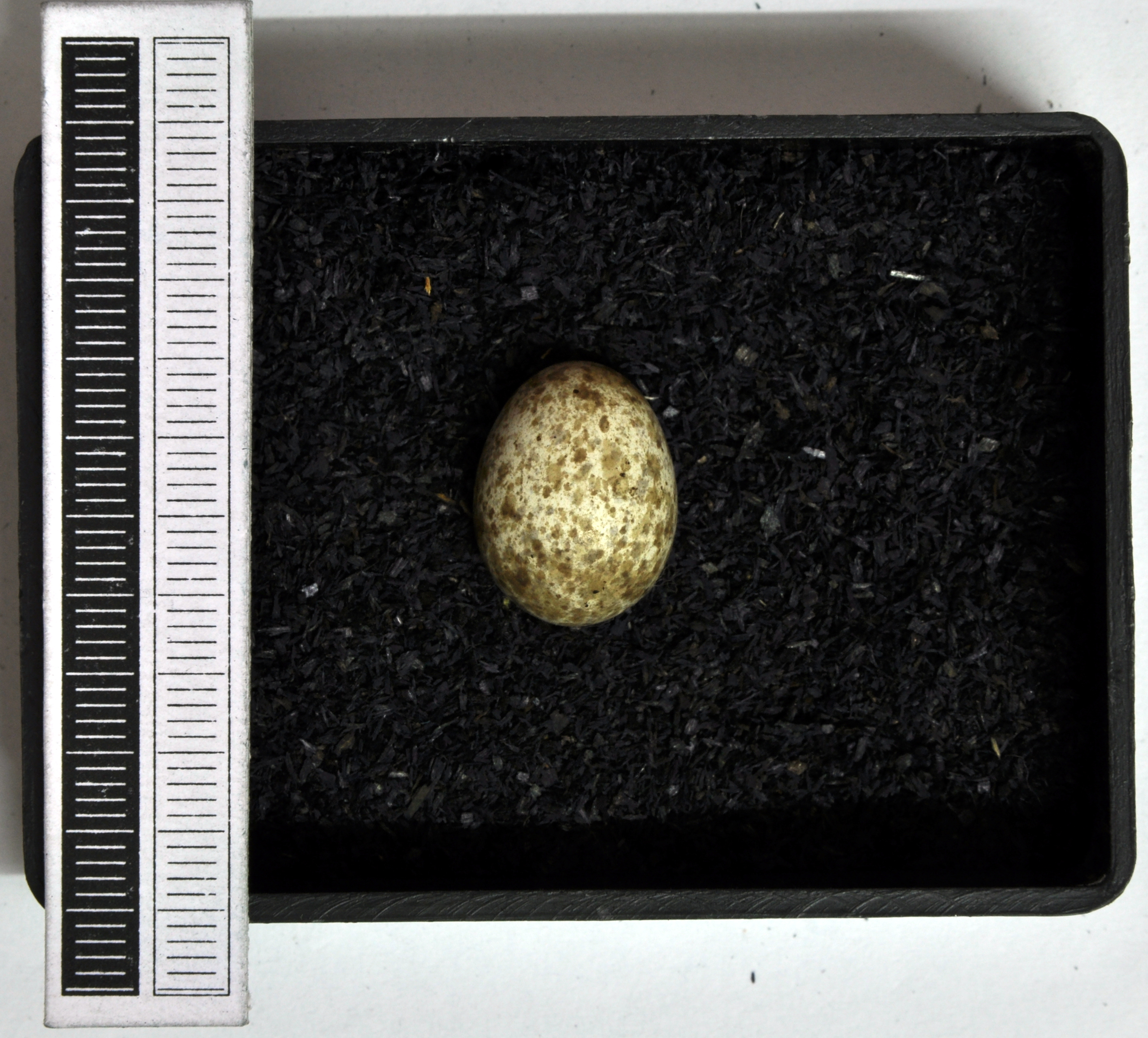
Ei, Sammlung Museum Wiesbaden

Der Teichrohrsänger klettert und hüpft geschickt im Schilf und ernährt sich von Spinnen, Weichtieren, Insekten und deren Larven.

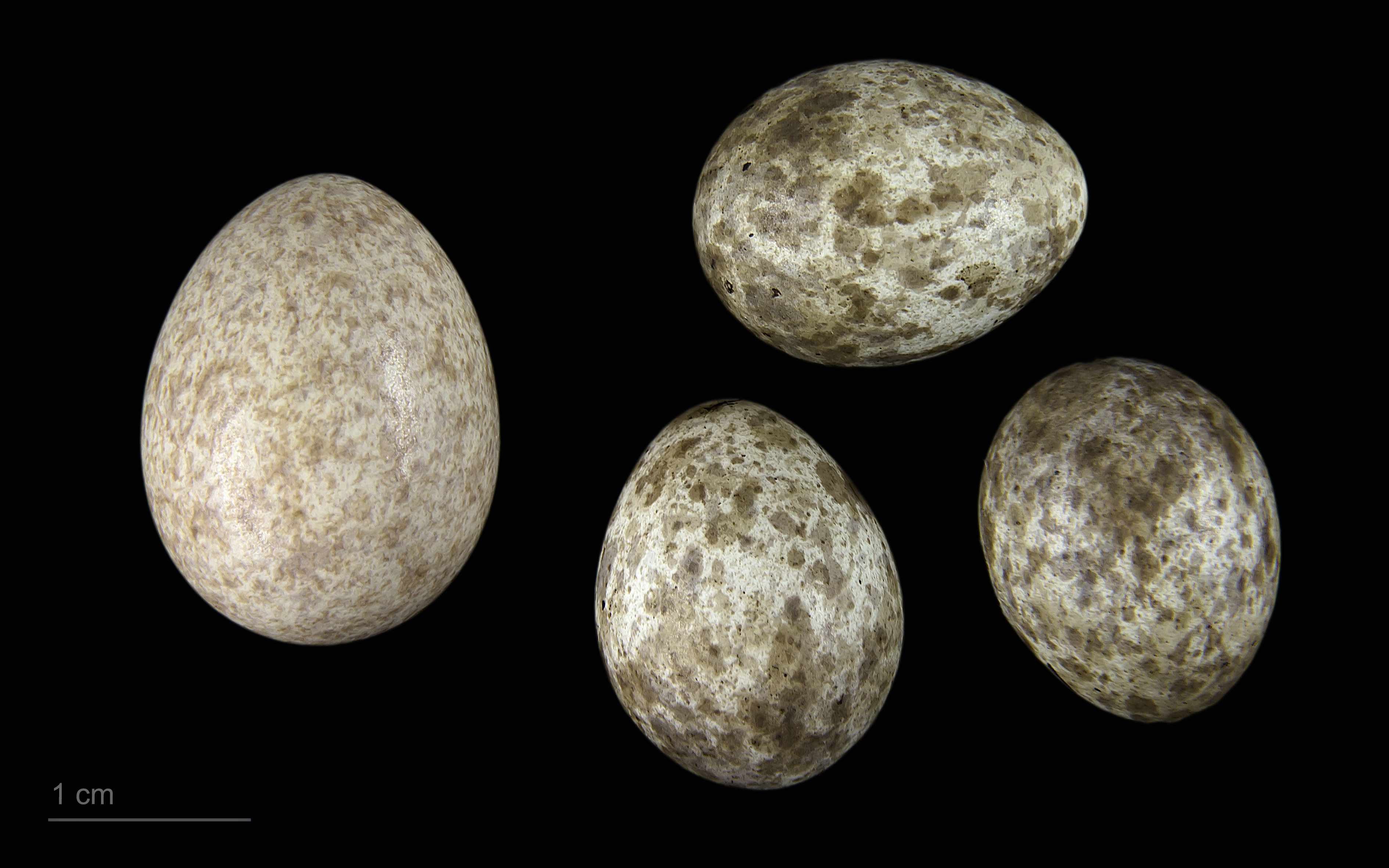
Links: Cuculus canorus canorus rechts: Acrocephalus scirpaceus, Sammlung Museum von Toulouse

## Fortpflanzung
Die Geschlechtsreife tritt nach einem Jahr ein. Die Hauptbrutzeit ist Mai bis Juli. Das aus Gräsern und Schilfrohr geflochtene Nest ist meistens im Schutz von Röhrichtbeständen zwischen drei oder vier Schilfhalmen über dem Wasser befestigt. Das Weibchen legt drei bis fünf Eier. Die Eier werden 11 bis 14 Tage lang abwechselnd von beiden Partnern bebrütet. Die Jungvögel bleiben 10 bis 14 Tage im Nest. Er brütet 2- bis 3-mal im Jahr.
Der Teichrohrsänger ist ein häufiger Kuckuckswirt, der ein brutparasitierend im Nest abgelegtes Kuckucksei ausbrütet und den artfremden Nestling aufzieht, zuungunsten eigenen Nachwuchses. Im Gegensatz zum Sumpfrohrsänger, der Kuckuckseier häufig aus seinem Nest entfernt, wurde dieses Verhalten beim Teichrohrsänger nur sehr selten nachgewiesen.

## Systematik und Taxonomie
Der Teichrohrsänger wurde im Jahr 1804 von Johann Hermann als Turdus scirpaceus erstbeschrieben. Die Terra typica lag im Elsass. Im Jahr 1817 wurde von Louis Pierre Vieillot eine neue Art Sylvia baeticus beschrieben, mit Knysna in Südafrika als Terra typica. Später wurden beide Arten als Acrocephalus scirpaceus bzw. Acrocephalus baeticus zur Gattung der Rohrsänger gestellt, allerdings weiterhin als getrennte Arten; man nahm jedoch an, dass sie eine Superspezies bildeten. Der deutsche Name der afrikanischen Art lautete Gartenrohrsänger und von den unten genannten Subspezies gehörten ihr ambiguus, minor, cinnamomeus, suahelicus und hallae an. Nach Untersuchungen von 1987 und 2016 wurden die beiden Arten schließlich zu einer zusammengeführt, da die Ähnlichkeiten in Aussehen, Stimme, Habitatwahl und Genetik über die Differenzen überwogen.
Es werden heute folgende zehn Unterarten anerkannt:
- A. s. scirpaceus (Hermann, 1804) – Europa bis Westrussland, Ukraine und Westtürkei; Maghreb
- A. s. fuscus (Hemprich & Ehrenberg, 1833) – Nordägypten und Zentraltürkei über Vorderasien bis südöstliches europäisches Russland, Nordiran, Kasachstan und Nordwest-China
- A. s. avicenniae Ash, Pearson, DJ, Nikolaus & Colston, 1989 – Küsten des Roten Meeres
- A. s. ammon Hering, Winkler & Steinheimer, 2016 – Oasen im libysch-ägyptischen Grenzbereich
- A. s. ambiguus (Brehm, AE, 1857) – Iberische Halbinsel und Maghreb – früher meist mit der Nominatform A. s. scirpaceus synonymisiert, doch es bestehen genetische und phänotypische Differenzen
- A. s. minor Lynes, 1923 – Sahelzone von Senegal bis Darfur (West- und Zentralsudan) – früher meist mit A. s. cinnamomeus synonymisiert; beinhaltet die früher als Unterarten angesehenen Formen A. s. hopsoni und vermutlich auch A. s. guiersi
- A. s. cinnamomeus Reichenow, 1908 – Westäthiopien und Südsomalia über Südsudan, Uganda und Kenia bis Sambia und Mosambik; außerdem lokale Vorkommen in Westafrika von Südkamerun wahrscheinlich bis Niger und Mali
- A. s. suahelicus Grote, 1926 – Osttansania bis Ostmosabik und östliches Südafrika – wegen hoher genetischer Ähnlichkeit zu A. s. baeticatus bietet sich eine Zusammenfassung der beiden Subspezies an, aber es bestehen phänotypische und ökologische Differenzen
- A. s. hallae White, CMN, 1960 – Südwest-Angola bis Südwest-Sambia und westliches Südafrika
- A. s. baeticatus (Vieillot, 1817) – Nordbotswana und Simbabwe bis südliches Südafrika

## Gefährdungssituation und Bestand
Die Art wird wegen des großen Verbreitungsgebietes von etwa 38.000.000 km² und der stabilen Bestände von 12 bis 22 Millionen adulten Individuen in der Roten Liste der IUCN als nicht gefährdet (Least Concern) eingestuft. Der europäische Brutbestand umfasst etwa 4.240.000 bis 7.760.000 adulte Individuen und macht etwa 35 % des Gesamtbestands aus. Als Bedrohungen werden Habitatverlust durch Trockenlegung und Umwandlung zu landwirtschaftlich nutzbarer Fläche sowie das Absterben von Schilfflächen durch Eutrophierung genannt.